# حاكم جاكرتا
حاكم جاكرتا منطقة العاصمة الخاصة بجاكرتا هي من الناحية الإدارية مساوية لمقاطعة تتمتع بوضع خاص كعاصمة لإندونيسيا. الرئيس التنفيذي لجاكرتا هو الحاكم بدلاً من رئيس البلدية. حاكم جاكرتا هو منصب سياسي يتم اختياره من خلال الانتخاب، إلى جانب نائب الحاكم و106 أعضاء في مجلس الممثل الشعبي الإقليمي، وهو مسؤول عن الحكومة الاستراتيجية لجاكرتا.

## خلفية
تغير نظام الحكم في جاكرتا طوال تاريخ المدينة. في 5 مارس 1942 احتل اليابانيون باتافيا من السيطرة الهولندية وتم تسمية المدينة جاكرتا (مدينة جاكرتا الخاصة)، وفقًا للوضع الخاص الذي تم تخصيصه للمدينة. بعد انهيار اليابان أعلن الوطنيون الإندونيسيون الاستقلال في 17 أغسطس 1945م، تم تغيير حكومة مدينة جاكرتا من إدارة اليابانيين إلى إدارة جاكرتا الوطنية في سبتمبر 1945. بعد الحرب تم الاعتراف دولياً بالاسم الهولندي باتافيا حتى تحقق الاستقلال الإندونيسي الكامل في 27 ديسمبر 1949، وأعلنت جاكرتا رسمياً العاصمة الوطنية لإندونيسيا. بناءً على القانون رقم 5 لعام 1974 المتعلق بأساسيات الحكم الإقليمي، تم تأكيد جاكرتا كعاصمة لإندونيسيا وواحدة من 26 مقاطعة إندونيسية في عام 1974 في ذلك الوقت.

## الانتخابات
تولت الحكومة الأولى منصب رئيس البلدية حتى نهاية عام 1960، عندما تم تغيير المكتب إلى منصب المحافظ. كان آخر رئيس لبلدية جاكرتا هو سابيرو، حتى حل محله الدكتور سومارنو كحاكم للمقاطعة. في أغسطس 2007 عقدت جاكرتا أول انتخابات على الإطلاق لاختيار حاكم، في حين تم انتخاب حكام المدينة في السابق من قبل أعضاء مجلس الممثل الشعبي الإقليمي. الاستطلاع جزء من حملة اللامركزية على مستوى البلاد مما يسمح بإجراء انتخابات محلية مباشرة في العديد من المناطق. تجرى انتخابات المحافظ ونائب المحافظ لولاية ثابتة مدتها خمس سنوات.

### انتخابات 2007
أجريت انتخابات 2007 في جاكرتا في 15 فبراير 2017. كان هناك 3 مرشحين من المتنافسين في تلك الانتخابات، لكن لم يحصل أي شخص على 50٪ من الأصوات. وفقًا للقانون تم إجراء انتخابات الإعادة بين المرشحين الأعلى أصواتًا في 19 أبريل 2017. النتائج الرسمية للانتخابات هي فوز أنيس باسويدان ونائبه ساندياقا أونو في الانتخابات بنسبة 57.96 ٪ من الأصوات، حيث فازا على بوسوكي جاهاجا بورناما ونائبه جاروت سيف الهداية الذان حصلا على نسبة 42.04٪ من الأصوات.